# Halcurias endocoelactis
Halcurias endocoelactis är en havsanemonart som beskrevs av Stephenson 1918. Halcurias endocoelactis ingår i släktet Halcurias och familjen Halcuriidae. Inga underarter finns listade i Catalogue of Life.